# Суперкубок України з футболу 2004
Суперкубок України з футболу 2004 — перший розіграш Суперкубка України, щорічного футбольного матчу, в якому зустрічаються Чемпіон країни та володар Кубка України попереднього сезону. Матч відбувся 10 липня 2004 року в місті Одесі на стадіоні «Чорноморець» у присутності понад 34 тис. глядачів. У матчі зустрілися київське «Динамо» як чемпіон України сезону 2003—2004 і донецький «Шахтар» — володар Кубка. Основний час зустрічі переможця не виявив (1:1 в основний час), перемогу в серії пенальті з рахунком 6:5 здобули кияни.

## Протокол матчу
| 10 липня 2004 17:00 +25°C |

| «Динамо» (Київ) | 1:1 | «Шахтар» (Донецьк)       |
| --------------- | --- | ------------------------ |
| Олег Гусєв 21'  |     | 76' Маріуш Левандовський |

| «Чорноморець», Одеса Глядачів: 34 362 Арбітр: Віталій Годулян (Одеса) |

| |     | Пенальті |
| Діого Рінкон · Олександр Хацкевич · Максим Шацьких · Руслан Бідненко · Валентин Белькевич · Олег Гусєв · Горан Гавранчич · Бадр Ель-Каддурі · Юрій Дмитрулін · Олександр Шовковський | 6:5 | Андрій Воробей · Анатолій Тимощук · Чипріан Маріка · Маріуш Левандовський · Флавіус Стойкан · Резван Рац · Олексій Бахарев · Матузалем · Батіста · Космін Беркеуан |

| «Динамо» | «Шахтар» |

| В                    | 1  | Олександр Шовковський |         |
| ЗХ                   | 3  | Сергій Федоров        |         |
| ЗХ                   | 6  | Юрій Дмитрулін        |         |
| ПЗ                   | 8  | Валентин Белькевич    | (к)     |
| ПЗ                   | 10 | Флорін Чернат         | 38' 52' |
| ПЗ                   | 14 | Андрій Гусін          | 74'     |
| НП                   | 16 | Максим Шацьких        |         |
| ПЗ                   | 20 | Олег Гусєв            | 21'     |
| ЗХ                   | 30 | Бадр Ель-Каддурі      | 28'     |
| ЗХ                   | 32 | Горан Гавранчич       |         |
| ПЗ                   | 33 | Руслан Бідненко       |         |
| Запасні:             |    |                       |         |
| В                    | 21 | Віталій Рева          |         |
| ПЗ                   | 2  | Олександр Хацкевич    | 74'     |
| ЗХ                   | 5  | Алессандро            |         |
| ПЗ                   | 15 | Діого Рінкон          | 52'     |
| ЗХ                   | 26 | Андрій Несмачний      |         |
| НП                   | 27 | Сергій Корніленко     |         |
| ПЗ                   | 84 | Едгарас Чеснаускіс    |         |
| Тренер:              |    |                       |         |
| Олексій Михайличенко |    |                       |         |

| В             | 16 | Ян Лаштувка          |         |
| ЗХ            | 2  | Космін Беркеуан      |         |
| ПЗ            | 4  | Анатолій Тимощук     | (к) 70' |
| ПЗ            | 9  | Матузалем            |         |
| НП            | 11 | Андрій Воробей       |         |
| ЗХ            | 14 | Флавіус Стойкан      |         |
| НП            | 17 | Джуліус Агахова      | 46'     |
| ЗХ            | 18 | Маріуш Левандовський | 76'     |
| ЗХ            | 26 | Резван Рац           | 49'     |
| ЗХ            | 28 | Даніель Флоря        | 58'     |
| ЗХ            | 33 | Дарійо Срна          | 66'     |
| Запасні:      |    |                      |         |
| В             | 30 | Олексій Ботвіньєв    |         |
| ПЗ            | 7  | / Батіста            | 66'     |
| ПЗ            | 8  | Олексій Бахарев      | 58'     |
| НП            | 20 | Олексій Бєлік        |         |
| ЗХ            | 21 | Ненад Лалатович      |         |
| НП            | 25 | Брандау              |         |
| НП            | 29 | Чипріан Маріка       | 46' 48' |
| Тренер:       |    |                      |         |
| Мірча Луческу |    |                      |         |

| АРБІТРИ - Асистенти: - Звягінцев (Одеса) - Кислюк (Одеса) - Четвертий: - Інспектор ФФУ: | ПРАВИЛА МАТЧУ - 90 хвилин основного часу. - Пенальті, якщо після основного часу рахунок рівний. - Сім гравців на заміні. - Максимум 3 заміни у матчі. - Одночасно на полі не більше 9 легіонерів у кожній команді. |

* Примітки:В — воротар, ЗХ — захисник, ПЗ — півзахисник, НП — нападник

## Статистика
| «Динамо» | Показник            | «Шахтар» |
| -------- | ------------------- | -------- |
| 1        | Голи                | 1        |
| 9        | Удари по воротах    | 16       |
| 8        | Удари в рамку воріт | 5        |
| 2        | Кутові              | 4        |
| 2        | Поза грою           | 1        |
| 2        | Жовті картки        | 3        |
| 0        | Червоні картки      | 0        |

| Переможець Суперкубка України 2004 |
| ---------------------------------- |
|                                    |
| «Динамо» (Київ) Перший титул       |